# 21 décembre 2014
 (janvier 2023).
Le dimanche 21 décembre 2014 est le 355e jour de l'année 2014.

## Décès
- Jane Bown 	Photographe britannique.
- Joe Cocker 	Chanteur britannique.
- Åke Johansson 	Footballeur suédois.
- Udo Jürgens 	Compositeur et chanteur autrichien.
- Sitor Situmorang 	Journaliste et écrivain indonésien.
- Michelle Tisseyre 	Animatrice de télévision canadienne, puis traductrice littéraire.
- Paul Walther 	Basketteur américain.
- Billie Whitelaw 	Actrice britannique.

## Événements
- Klaus Iohannis est investi 6e président de Roumanie. Il succède à Traian Băsescu.
- En Haïti, la ministre de la Santé Florence Duperval Guillaume est nommée première ministre par intérim après la démission de Laurent Lamothe ;
- Le Parti libéral-démocrate d'Ouzbékistan du président Islom Karimov arrive en tête du 1er tour des élections législatives en Ouzbékistan. Il obtient 47 des 128 sièges. Un second tour aura lieu en janvier 2015 afin d'attribuer les 22 sièges restant ;
- L'ancien premier ministre tunisien Béji Caïd Essebsi sort vainqueur du second tour de l'élection présidentielle avec 55,68 % des voix, battant le président sortant Moncef Marzouki.